# Mariano Santo

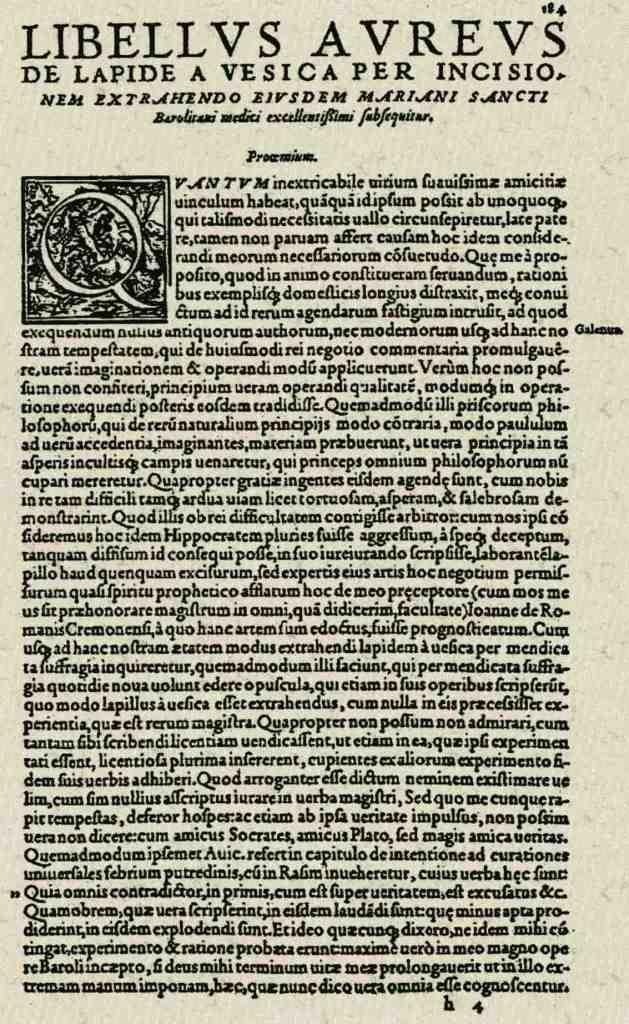
Proemio del Libellus Aureus de lapide a vesica per incisionem extrahendo

Mariano Santo (Barletta, 1488 – Roma, 1577) fu un importante chirurgo-urologo del '500.

## Biografia
Nato a Barletta nel 1488, Mariano Santo si recò nel 1510 a Roma per studiare Medicina e nel 1516 dopo la nomina come primario chirurgo di Santa Maria della Consolazione, fu chiamato alla Cattedra di Chirurgia dell'Università di Bologna che prima di lui fu del famoso chirurgo patologo Giovanni da Vigo su cui scrisse il Compendio della chirurgia di Giovanni da Vigo e in seguito un Compendio in Chirurgia composto da tre volumi. Tornato alla sua città natale nel 1520 per la morte del padre, scrisse diverse opere come il Trattato sulla chirurgia delle ossa del cranio ed il De capitis lesionibus. 
Nel 1522 Mariano Santo ricevette dall'Almo Collegio dei Medici Romani la laurea Artium et Medicine e nello stesso anno scrisse il Libellus Aureus de lapide a vesica per incisionem extrahendo. Nel 1524 sposò Maddalena Braccio da cui ebbe quattro figli (Paolo, Cesare, Anotia e Lucrezia) per poi recarsi nel 1526 a Milano e l'anno seguente a Ragusa (Croazia), al seguito dell'arcivescovo della città dalmata Filippo Trivulzi. Ritornato in Italia pubblicò il De lapide renum e in seguito servì negli ospedali da campo durante la guerra dell'Austria contro gli Ottomani di Solimano il Magnifico per le sue sperimentazioni chirurgiche. Fra il 1532-1533 si stabilì a Venezia dove probabilmente finì di scrivere nel 1542 la sua Opera Omnia.
Durante la sua vita e oltre, il Santo, con le sue opere, riuscì a diffondere in Europa una nuova pratica chirurgica, la cosiddetta sectio mariana. Questa tecnica, che perfezionava quella adoperata da Giovanni De Romanis, introdusse un nuovo strumento, l'esploratorium, e migliorò notevolmente l'estrazione dei calcoli vescicali.
Morì nel 1577, a Roma, dove fu sepolto nella chiesa di Santa Maria sopra Minerva.

## Opere
- De lapide renum; De lapide vesicae per incisionem extrahendo, Parigi

## Curiosità
Al famoso chirurgo barlettano è intitolato l'Ospedale Mariano Santo di Cosenza.
Stranamente, a causa della pronuncia sbagliata e dell'erronea toponomastica cittadina, Mariano Santo, è conosciuto nella sua città natale (Barletta) come "Mariano Sante".